# 日吉台 (北九州市)
日吉台（ひよしだい）は福岡県北九州市八幡西区の地名。日吉台一丁目から三丁目の町がある。住居表示実施済み。郵便番号は807-0866。

## 地理
八幡西区の北部西端に位置し、北に大字浅川、北東に自由ケ丘、東に折尾、南に西折尾町，美吉野町と接し、西に水巻町と接する。

## 地域の特徴
高台に立地する住宅街。東縁から南縁に沿って国道199号が走る。一丁目に折尾日吉台郵便局，折尾西市民センター，愛真幼稚園，北九州市営日吉団地がある。

## 歴史
かつてはこの近辺に炭鉱があり、現日吉台三丁目には社宅街があった。炭鉱閉山後、昭和40年代終盤から昭和50年代前半にかけて住宅地が造成された。宅地開発に伴い、1978年（昭和53年）に水巻町との間で境界変更が行われ、自治体境が整理された。かつてこの辺りは大字浅川の字長谷、大字折尾の字大池，字紺屋倉と呼ばれていた。紺屋倉は公園にその名を残している。

### 沿革
- 1980年（昭和55年）6月1日 - 日吉台一丁目 - 三丁目新設[5][6]。

### 町名の変遷
| 実施内容          | 実施年月日               | 実施後       | 実施前                     |
| ----------------- | ------------------------ | ------------ | -------------------------- |
| 町名新設 住居表示 | 1980年（昭和55年）6月1日 | 日吉台一丁目 | 大字浅川，大字折尾の各一部 |
| 町名新設 住居表示 | 1980年（昭和55年）6月1日 | 日吉台二丁目 | 大字浅川，大字折尾の各一部 |
| 町名新設 住居表示 | 1980年（昭和55年）6月1日 | 日吉台三丁目 | 大字浅川，大字折尾の各一部 |

## 世帯数と人口
2025年（令和7年）3月31日現在（北九州市発表）の世帯数と人口は以下の通りである。
| 町           | 世帯数    | 人口    |
| ------------ | --------- | ------- |
| 日吉台一丁目 | 508世帯   | 1,114人 |
| 日吉台二丁目 | 619世帯   | 1,089人 |
| 日吉台三丁目 | 618世帯   | 1,222人 |
| 計           | 1,745世帯 | 3,425人 |

### 人口の変遷
国勢調査による人口の推移。
| 1995年（平成7年）  | 4,416人 | [ 7 ]  |  |
| 2000年（平成12年） | 3,965人 | [ 8 ]  |  |
| 2005年（平成17年） | 3,612人 | [ 9 ]  |  |
| 2010年（平成22年） | 3,462人 | [ 10 ] |  |
| 2015年（平成27年） | 3,372人 | [ 11 ] |  |
| 2020年（令和2年）  | 3,423人 | [ 12 ] |  |

### 世帯数の変遷
国勢調査による世帯数の推移。
| 1995年（平成7年）  | 1,619世帯 | [ 7 ]  |  |
| 2000年（平成12年） | 1,580世帯 | [ 8 ]  |  |
| 2005年（平成17年） | 1,528世帯 | [ 9 ]  |  |
| 2010年（平成22年） | 1,507世帯 | [ 10 ] |  |
| 2015年（平成27年） | 1,586世帯 | [ 11 ] |  |
| 2020年（令和2年）  | 1,622世帯 | [ 12 ] |  |

## 学区
市立小・中学校に通う場合、学区は以下の通りとなる。
| 町           | 街区 | 小学校                 | 中学校               |
| ------------ | ---- | ---------------------- | -------------------- |
| 日吉台一丁目 | 全域 | 北九州市立折尾西小学校 | 北九州市立則松中学校 |
| 日吉台二丁目 | 全域 | 北九州市立折尾西小学校 | 北九州市立則松中学校 |
| 日吉台三丁目 | 全域 | 北九州市立折尾西小学校 | 北九州市立則松中学校 |

## 交通

### バス
域内のバス停と系統は以下のとおりである。
| 運行事業者 | 運行事業者     | 北九州市交通局 | 北九州市交通局 | 北九州市交通局 |
| 系統       | 系統           | 70             | 83             | 86             |
| 停留所     | 日吉台郵便局前 |                | ○              |                |
| 停留所     | 日吉台一丁目   |                | ○              |                |
| 停留所     | 日吉台二丁目   |                | ○              |                |
| 停留所     | 日吉台三丁目   | ○              |                | ○              |
| 停留所     | 日吉台下       | ○              |                | ○              |

### 道路
- 国道199号

## 施設

### 公共施設
- 北九州市立折尾西市民センター

### 教育施設
- 愛真幼稚園

### 金融機関
- 折尾日吉台郵便局

### 社会福祉施設
- 日吉1号年長者いこいの家

### 公営住宅
- 市営住宅日吉団地

### 公園
- 紺屋倉公園
- 紺屋倉東公園
- 日吉1号公園
- 日吉2号公園
- 日吉北公園
- 日吉西公園
- 日吉西2号公園